# Loma Bonita, Metlatónoc
Loma Bonita är en ort i Mexiko.   Den ligger i kommunen Metlatónoc och delstaten Guerrero, i den sydöstra delen av landet, 270 km söder om huvudstaden Mexico City. Loma Bonita ligger 1 197 meter över havet och antalet invånare är 146.
Terrängen runt Loma Bonita är bergig åt nordväst, men åt sydost är den kuperad. Runt Loma Bonita är det ganska glesbefolkat, med 27 invånare per kvadratkilometer. Närmaste större samhälle är El Limón Guadalupe, 7,9 km öster om Loma Bonita. I omgivningarna runt Loma Bonita växer huvudsakligen savannskog.